# Roedartsi
Roedartsi (Bulgaars: Рударци) is een dorp in het westen van Bulgarije, gelegen in de gemeente Pernik in de oblast Pernik. Het dorp ligt ongeveer 11 km ten zuidoosten van de stad Pernik en 18 km ten zuidwesten van de hoofdstad Sofia.

## Bevolking
Het dorp Roedartsi bij de laatste officiële volkstelling van 7 september 2021 een inwoneraantal van 1.400 personen. Dit waren 38 mensen (2,8%) meer dan 1.362 inwoners bij de census van februari 2011. De gemiddelde jaarlijkse groei in die periode komt daarmee uit op 0,26%, hetgeen hoger is dan het landelijk jaarlijks gemiddelde over deze periode (-1,14%). Het recordaantal inwoners werd bereikt in 1946, toen er 706 personen in het dorp werden geregistreerd. 
- 1965 904
Volksrepubliek Bulgarije
- 1975 1033
Volksrepubliek Bulgarije
- 1985 1114
Volksrepubliek Bulgarije
- 1992 1067
Republiek Bulgarije
- 2001 1128
Republiek Bulgarije
- 2011 1362
Republiek Bulgarije
- 2021 1400
Republiek Bulgarije

- Volksrepubliek Bulgarije
- Republiek Bulgarije

In het dorp wonen nagenoeg uitsluitend etnische Bulgaren. In de optionele volkstelling van 2011 identificeerden 1277 van de 1312 ondervraagden zichzelf met de Bulgaarse etniciteit - oftewel 97,3% van de bevolking. De rest van de bevolking was Roma of had een andere afkomst.
| Etnische samenstelling van de respondenten (2011) | Etnische samenstelling van de respondenten (2011) | Etnische samenstelling van de respondenten (2011) | Etnische samenstelling van de respondenten (2011) | Etnische samenstelling van de respondenten (2011) |
| ------------------------------------------------- | ------------------------------------------------- | ------------------------------------------------- | ------------------------------------------------- | ------------------------------------------------- |
|                                                   |                                                   |                                                   |                                                   |                                                   |
| Bulgaren                                          | Bulgaren                                          |                                                   | 97,3%                                             | 97,3%                                             |
| Turken                                            | Turken                                            |                                                   | 0,0%                                              | 0,0%                                              |
| Roma                                              | Roma                                              |                                                   | 1,8%                                              | 1,8%                                              |
| Anders/Onbekend                                   | Anders/Onbekend                                   |                                                   | 0,9%                                              | 0,9%                                              |